# Banjarkerta
Banjarkerta is een bestuurslaag in het regentschap Purbalingga van de provincie Midden-Java, Indonesië. Banjarkerta telt 3448 inwoners (volkstelling 2010).